# Barbara Sobotta
Barbara Sobotta (rozená Lerczak; 4. prosince 1936 Poznaň – 20. listopadu 2000 Krakov) byla polská atletka, sprinterka, mistryně Evropy v běhu na 200 metrů z roku 1958 a olympijská medailistka. Byla manželkou olympioniků Zbigniewa Janiszewského a Piotra Sobotty. Matka herce Łukasze Nowického. V médiích se jí říkalo Hvězda Wunderteamu.

## Osobní život
Vystudovala 5. střední školu v Poznani. Profesionálně začala trénovat v roce 1952 v AZS Poznaň (specializovala se na běhy na 100 a 200 metrů). V té době, v šestnácti letech, ji její výsledky kvalifikovaly na olympiádu, ale její trenér Emil Dudziński se rozhodl, že je příliš mladá na to, aby se zúčastnila takové velké události. Specializovala se na krátké běhy a nejúspěšnější byla v běhu na 200 m.
Jejím prvním manželem byl skokan o tyči a olympionik Zbigniewa Janiszewského, po rozvodu se provdala za dalšího olympionika, výškaře Piotra Sobottyu, se kterým se také následně rozvedla. Poté byla ve vztahu s Janem Nowickim, se kterým má syna, herce Łukasze Nowického.

## Sportovní kariéra
Třikrát se účastnila olympijských her a to, v Melbourne v roce 1956, kde vypadla už v semifinále, v Římě v roce 1960, kde získala bronzovou medaili ve štafetě na 4x 100 m a v běhu na 200 m skončila na pátém místě a naposled v Tokiu 1964, kde obsadila 6. místo.
Velmi úspěšná byla i na mistrovstvích Evropy. Ve Stockholmu v roce 1958, získala v běhu na 200 m zlatou medaili, a v běhu na 4x 200 m přidala bronzovou medaili. Při následném mistrovství Evropy v Bělehradě v roce 1962, dosáhla stejného výsledku, tedy zlato v běhu na 200 m a bronz na 4x200 m.
V roce 1964, po olympijských hrách v Tokiu, ukončila kvůli zdravotním problémům sportovní kariéru.

## Sportovní výsledky
- V roce 1956 na LOH 1956 v Melbourne v běhu na 200 m vypadla v polofinále
- V roce 1960 na LOH 1960 v Římě v běhu na 4 × 100 m (ve složení: Teresa Wieczorek, Barbara Janiszewska, Celina Jesionowska, Halina Richterová) získala bronz a na 200 m byla pátá ve finále.
- V roce 1964 na LOH 1964 v Tokiu byla v běhu na 200 m šestá ve finále.

17 x byla mistryní Polska:
- běh na 100 m – 1953, 1954, 1957 a 1958.
- běh na 200 m – 1953, 1954, 1955, 1956, 1957, 1958, 1959, 1960, 1961, 1962 a 1963.
- štafeta 4 × 100 m – 1955 a 1963.